# 유건 (유천효후)
유건(劉建, ? ~ ?)은 전한 후기의 제후로, 교동대왕의 손자이다.

## 행적
황룡 원년(기원전 49년), 아버지 유강의 뒤를 이어 유천후(柳泉侯)에 봉해졌다.
시호를 효라 하였고, 아들 유만년이 작위를 이었다.

## 출전
- 반고, 《한서》 권15하 왕자후표 下

| 선대 아버지 유천절후 유강 | 전한의 유천후 기원전 49년 ~ ? | 후대 아들 유천양후 유만년 |